# SS-Junkerschule Prag-Dewitz

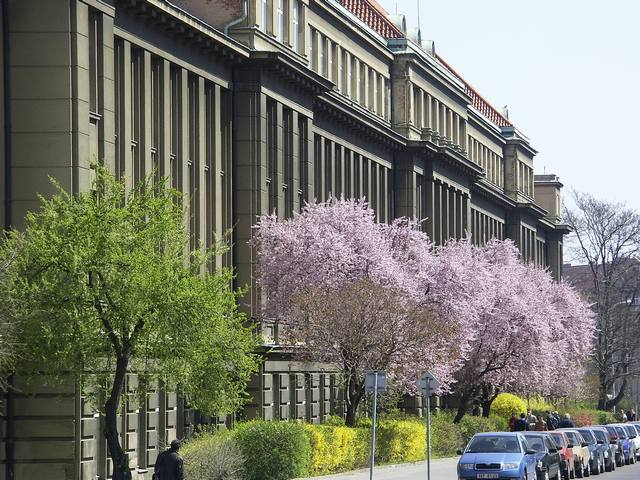
Das Gebäude beherbergt heute das Rektorat der Technischen Universität.

Die SS-Junkerschule Prag-Dewitz war in der Zeit des Nationalsozialismus eine von fünf Kriegsschulen (Junkerschulen), in denen die Waffen-SS ihren militärischen Nachwuchs ausbildete. Sie bestand von 1944 bis 1945 und hatte ihren Standort im nordwestlichen Prager Stadtteil Dejvice (1939–45 Dewitz).

## Aufbau und Geschichte
Die Schule wurde im Frühsommer 1944 auf Befehl des SS-Führungshauptamtes eingerichtet. Die SS arbeitete seit den Luftangriffen der Alliierten auf Berlin an einer Verlegung vieler ihrer Einrichtungen ins „Protektorat Böhmen und Mähren“. Untergebracht war die SS-Junkerschule Prag-Dewitz im Gebäude der Neuen Technischen Hochschule, das damals die Anschrift Bei der Neuen Technik 14, Prag XIX trug (heute: ul. Zikova). Ihren Betrieb nahm sie am 3. Juli 1944 auf.
Das Unterrichtsprogramm der SS-Junkerschule Prag-Dewitz umfasste neben Kriegs-Junkerlehrgängen, in denen der Führungsnachwuchs der Waffen-SS ausgebildet wurde, auch Lehrgänge für versehrte SS-Junker.
Gegliedert war sie in eine Lehrgruppe mit vier Inspektionen (etwa: Fachbereiche), die je drei oder vier Junkerschaften umfassten. Im August 1944 wurde eine fünfte Inspektion ergänzt, in der Sanitäts-Führeranwärter ausgebildet wurden. Kommandiert wurde die Schule von SS-Standartenführer Wolfgang Jörchel (1907–1945). Jörchel, ein Absolvent der SS-Junkerschule Bad Tölz, hatte zuletzt das SS-Freiwilligen-Panzergrenadier-Regiment 48 „General Seyffardt“ befehligt, war seit April 1944 Ritterkreuz-Träger und stieg in der Waffen-SS im September 1944 in den Rang eines Standartenführer auf. Am 12. Mai 1945 kam er in Prag nach einer Festnahme durch tschechische Personen unter ungeklärten Umständen ums Leben.
Am 13. April 1945 wurde die Schule aufgelöst. Lehrpersonal und Lehrgangsteilnehmer wurden an verschiedene Einsatzorte versetzt:
- ein Teil der Lehrgangsteilnehmer zu Feldeinheiten der Waffen-SS
- ein Teil des Lehrpersonals und Lehrgangsteilnehmer der I. und II. Inspektion nach Prag-Rusin (Ruzyně), wo sie ins SS-Regiment „Mähren“ eingegliedert wurden
- Teile des Lehrgangs auf den SS-Truppenübungsplatz Böhmen
- Lehrgangsteilnehmer aus der Flak-Inspektion zur SS-Alarm-Flak-Batterie Prag

Zu den Ausbildungseinrichtungen, die die Junkerschule benutzte, zählte auch der bei Benešov (dt. Beneschau) gelegene SS-Truppenübungsplatz Böhmen.